# Pardosa mordagica
Pardosa mordagica là một loài nhện trong họ Lycosidae.
Loài này thuộc chi Pardosa. Pardosa mordagica được Guo Tang, Urita & Da-xiang Song miêu tả năm 1995.